# Ivar Gillberg
Sten Ivar Gillberg, född 16 mars 1874 i Köping, död 11 december 1917 i Johannes församling i Stockholm, var en svensk långdistanslöpare. Han tävlade för AIK.
Ivar Gillberg hade det inofficiella svenska rekordet på 5 000 meter från 1898 till 1903 eller 1904. Han efterträddes på distansen av Kristian Hellström eller Ernst Fast.